# 長島勤
長島 勤（ながしま きん、1888年（明治21年）2月29日 - 1960年（昭和35年）6月18日）は、大日本帝国陸軍軍人。最終階級は陸軍少将。

## 経歴
1888年（明治21年）に埼玉県で生まれた。陸軍士官学校第22期卒業。1937年（昭和12年）11月に陸軍歩兵大佐に進級し、1938年（昭和13年）12月に蘇州特務機関長に就任し、1939年（昭和14年）9月に第13軍司令部附となった。1940年（昭和15年）1月に豊橋連隊区司令官に転じた。
1942年（昭和17年）4月15日に新規編制された歩兵第54旅団長（第12軍・第59師団）に就任し、中国戦線に復帰。同年8月1日に陸軍少将に進級。北支では済南を根拠地として同地の防衛・治安維持に就いた。その後第59師団は関東軍・第34軍隷下に編入され、終戦時は咸興に位置した。
戦後はシベリア抑留となる。1948年（昭和23年）1月31日、公職追放仮指定を受けた。1950年（昭和25年）7月に綏芬河でソ連から中華人民共和国に引き渡され、撫順戦犯管理所に収容された。戦犯管理所では「学習反省」「認罪坦白」などを行い、1956年（昭和31年）6月に開かれた瀋陽特別軍事法廷で懲役16年の判決を受けたが、満期前の1959年（昭和34年）末に釈放された。